# Mortierella pulchella
Mortierella pulchella är en svampart som beskrevs av Linnem. 1941. Mortierella pulchella ingår i släktet Mortierella och familjen Mortierellaceae.   Inga underarter finns listade i Catalogue of Life.